# Élections législatives de 1956 en Algérie française
 (avril 2023).
Si vous disposez d'ouvrages ou d'articles de référence ou si vous connaissez des sites web de qualité traitant du thème abordé ici, merci de compléter l'article en donnant les références utiles à sa vérifiabilité et en les liant à la section « Notes et références ».
Les élections législatives de 1956 dans les Établissements français dans l'Algérie française n'ont pas eu lieu, car le territoire est en guerre, depuis la Toussaint rouge du 1er novembre 1954.

## Report des élections
Le 22 novembre 1955, l'Assemblée devant l'impossibilité d'organiser les élections prévoit que celles-ci n'auront lieu en Algérie que le cinquième dimanche qui suivra la levée de l'état d'urgence. Les députés sortants conserveraient leur mandat jusqu'à la date à laquelle il sera procédé aux opérations retardées.
Dans les faits, il n'y aura pas d'élections jusqu'en 1958, et le mandat des sortants ne sera pas prolongé après le renouvellement de janvier 1956. 
L'Algérie n'aura donc pas de représentant durant les deux dernières années de la Quatrième République.